# Saint-Martin-du-Fouilloux (Deux-Sèvres)
Saint-Martin-du-Fouilloux – miejscowość i gmina we Francji, w regionie Nowa Akwitania, w departamencie Deux-Sèvres.
Według danych na rok 1990 gminę zamieszkiwały 244 osoby, a gęstość zaludnienia wynosiła 10 osób/km² (wśród 1467 gmin regionu Poitou-Charentes Saint-Martin-du-Fouilloux plasuje się na 760. miejscu pod względem liczby ludności, natomiast pod względem powierzchni na miejscu 272.).